# Hevel Modi'in
Le conseil régional d'Hevel Modi'in, en hébreu : מועצה אזורית חבל מודיעין, est situé entre Petah Tikva et Modiin-Maccabim-Reout, dans le district centre en Israël. Sa population s'élève, en 2016, à 23 247 habitants.

## Liste des communautés
Kibboutz
- Be'erot Yitzhak

Moshavim
- Ahisamakh (en)
- Bareket (en)
- Beit Arif (en)
- Beit Nehemia (en)
- Ben-Shemen
- Bnei Atarot
- Ginaton (en)
- Gimzo (en)
- Giv'at Ko'ah (en)
- Hadid
- Kerem Ben Shemen (en)
- Kfar Daniel
- Kfar Ruth (en)
- Kfar Truman (en)
- Mazor (en)
- Nehalim (en)
- Rinatya (en)
- Shilat (en)
- Tirat Yehuda (en)

Localités communautaires
- Lapid (en)
- Mevo Modi'im (en)
- Nofekh (en)

Village de jeunes
- Kfar HaNo'ar Ben Shemen (en)

## Source de la traduction
- (en) Cet article est partiellement ou en totalité issu de l’article de Wikipédia en anglais intitulé « Hevel Modi'in Regional Council » (voir la liste des auteurs).